# SIBOR
Pour les articles homonymes, voir Sibor (homonymie).
Le SIBOR désigne le taux de référence de la devise du dollar de Singapour (SGD), utilisé au Singapour. 
À l'instar du LIBOR pour la livre sterling de Londres, et de l'EURIBOR pour l'Euro, l'utilisation de SIBOR est plus courante dans la région asiatique et est définie par l'Association des banques de Singapour (ABS).
SIBOR a un mandat pour des échéances de 1, 3, 6 ou 12 mois. À la fin du mandat, la banque emprunteuse renvoie le fonds emprunté à la banque prêteuse.

## Caractéristiques techniques

### Définition
Une banque contribue individuellement au taux auquel elle peut emprunter des fonds, pour une échéance donnée. Cette banque calcule sa contribution en demandant et en acceptant ses offres interbancaires. Chaque banque doit publier avant 11 heures, heure de Singapour. La valeur officielle est alors publiée en tant que moyenne de toutes ces contributions.
Le SOR est défini comme le taux synthétique pour les dépôts en SGD, qui représente le coût effectif d’emprunt du SGD par synthèse en empruntant en USD pour la même échéance et en troquant l’USD en échange du SGD.

### Échéances
Les échéances publiées sont :  
- 1 mois ;
- 3 mois ;
- 6 mois ;
- 12 mois.

Comme pour tous les taux de références, certaines échéances ont plus d'importance que d'autres. Le SIBOR à 3 mois est le taux le plus populaire auquel les prêts sont rattachés.

## Banques impliquées dans la contribution
Le panel de banques contribuant au SIBOR est composé de 20 banques au 1er janvier 2015
| Liste des banques contribuant au SIBOR | Liste des banques contribuant au SIBOR  |
| Pays                                   | Nom                                     |
| -------------------------------------- | --------------------------------------- |
| Australie                              | Australia and New Zealand Banking Group |
| Japon                                  | The Bank of Tokyo-Mitsubishi UFJ        |
| Chine                                  | Bank of China                           |
| Royaume-Uni                            | Barclays                                |
| États-Unis                             | Bank of America                         |
| France                                 | BNP Paribas                             |
| Malaisie                               | CIMB                                    |
| États-Unis                             | Citibank                                |
| Suisse                                 | Credit Suisse                           |
| Singapour                              | DBS Bank                                |
| Allemagne                              | Deutsche Bank                           |
| Royaume-Uni                            | HSBC                                    |
| États-Unis                             | JPMorgan Chase                          |
| Japon                                  | Banque Mizuho                           |
| Malaisie                               | Maybank                                 |
| Singapour                              | Oversea-Chinese Banking                 |
| Royaume-Uni                            | Standard Chartered Bank                 |
| Japon                                  | Sumitomo Mitsui Banking Corporation     |
| Singapour                              | United Overseas Bank                    |
| Suisse                                 | UBS                                     |